# فن خزفي

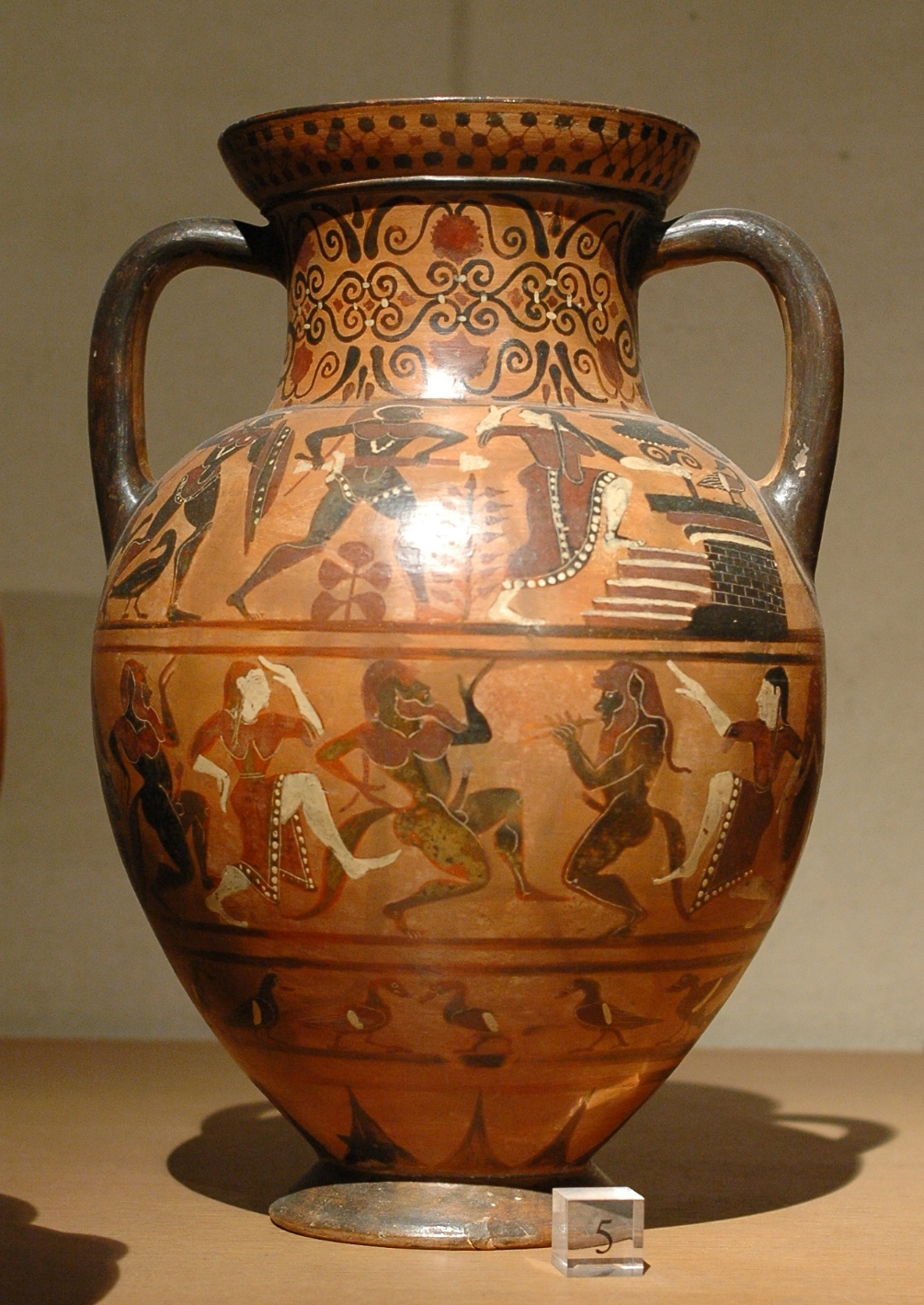
حضارةالأترورية : ديوميديس وبوليكسيما، من أمفورا الأترورية من العصر البونتيك، كاليفورنيا. 540-530 قبل الميلاد. من فولسي

الفن الخزفي هو فن مصنوع من المواد الخزفية بما فيها الصلصال. قد يأخذ الفن الخزفي أشكالًا تتضمن الفخار الفني بما فيه الأواني والبلاط والتماثيل وغيرها من المنحوتات. يُعد الفن الخزفي باعتباره من الفنون البلاستيكية واحدًا من الفنون المرئية. تُعتبر معظم القطع الفنية الخزفية، زخرفية أو صناعية أو تطبيقية، في حين أن بعضًا منها تُعد فنًا راقيًا مثل الفخار أو النحت. يمكن أيضًا اعتبار الخزف من القطع الأثرية الراقية في علم الآثار. يمكن صنع فن الخزف من قبل شخص واحد أو مجموعة من الناس. هناك مجموعة من الناس تصمم وتصنع وتزين الأدوات الفنية في مصنع الفخار أو السيراميك. يُشار أحيانًا إلى منتجات الفخار باسم «الفخار الفني». ينتج الخزافون أو صانعو الفخار فخار الاستديو، ضمن استديو للفخار لشخص واحد.
جاءت كلمة «خزف» من اليونانية (كيرميكوس) وتعني «الفخار» التي تأتي بدورها من (كيراموس» التي تعني «صلصال الفخار». صُنعت معظم منتجات السيراميك التقليدية من الصلصال (أو الصلصال الممزوج بمواد أخرى)، الذي شُكل وتعرض للحرارة، وما تزال الأواني والخزف الزخرفي تُصنع بهذه الطريقة. يُعتبر الخزف في استخدام الهندسة الخزفية الحديثة، أنه فن وعلم صنع الأشياء من المواد المعدنية وغير المعدنية بفعل الحرارة، ويُستثنى من ذلك الزجاج والفسيفساء المصنوع من الفسيفساء الزجاجية.
هناك تاريخ طويل للفن الخزفي في جميع الثقافات المتطورة تقريبًا، وغالبًا ما تشكل القطع الخزفية جميع الأدلة الفنية المتبقية من الثقافات المتلاشية، مثل تلك التي كانت موجودة في حضارة النوق في إفريقيا منذ أكثر من 2000 عام. تشمل الثقافات التي عُرفت بشكل خاص بسبب الفسيفساء كلًا من الثقافة الصينية والكريتية والإغريقية والفارسية والمايا واليابانية والكورية وكذلك الثقافات الغربية الحديثة.
تشمل عناصر فن الخزف التي رُكز عليها بدرجات مختلفة في أوقات زمنية مختلفة، كلًا من شكل الموضوع والزخارف التي يحتويها سواء كان من خلال الرسم أو غيره من الأساليب والتزجيج الذي احتوته معظم الأعمال الفسيفسائية.

## المواد
استُخدمت أنواع مختلفة من الصلصال، مع العديد من المعادن المختلفة وظروف الحرق المختلفة لإنتاج الأواني الفخارية والخزف الحجري والبورسلان والخزف الصيني (الصين الراقية).
الأواني الفخارية هي عبارة عن فخار لم يتعرض للنار من أجل التزجيج وبالتالي يكون نافذًا للماء. صُنع العديد من أنواع الفخار بهذه الطريقة منذ أقدم العصور، وحتى القرن الثامن عشر كان أكثر أنواع الفخار شيوعًا خارج الشرق الأقصى. تُصنع الأواني الفخارية غالبًا من الصلصال والمرو والفلسبار. يُعتبر الطين النضيج نوعًا من الأواني الفخارية، وهو عبارة عن صلصال غير مزجج أو خزف مزجج، إذ يكون الجسم المحروق مساميًا. تشمل استخداماته الأواني (لاسيما أصيص الزهر) وأنابيب المياه والصرف الصحي والطوب وتزيين الأسطح بعد إنشاء المباني. كان الطين النضيج وسيلة شائعة في فن الخزف.
الخزف الحجري هو عبارة عن خزف زجاجي أو شبه زجاجي مصنوع بشكل أساسي من الصلصال الحجري أو الصلصال الناري غير الحراري. يُحرق الخزف الحجري في درجات حرارة عالية. لا يمتلك مسامًا سواء كان مزججًا أم لا وبالتالي قد يكون مصقولًا أو لا. تأتي أحد التعريفات المعترف بها على نطاق واسع من التسمية الموحدة للمجتمعات الأوروبية، وهو معيار صناعي أوروبي ينص على أن «الخزف الحجري يختلف عن البورسلان لأنه أكثر غموضًا على الرغم من كثافته ونفوذيته وصعوبة مقاومته للخدوش بواسطة رأس فولاذي، وعادة ما يكون مزججًا بشكل جزئي. قد يكون زجاجيًا أو شبه زجاجي، وعادة ما يكون لونه رماديًا أو بنيًا بسبب شوائب الصلصال المستخدم في تصنيعه وهو مصقول بشكل عادي».

## معرض الصور

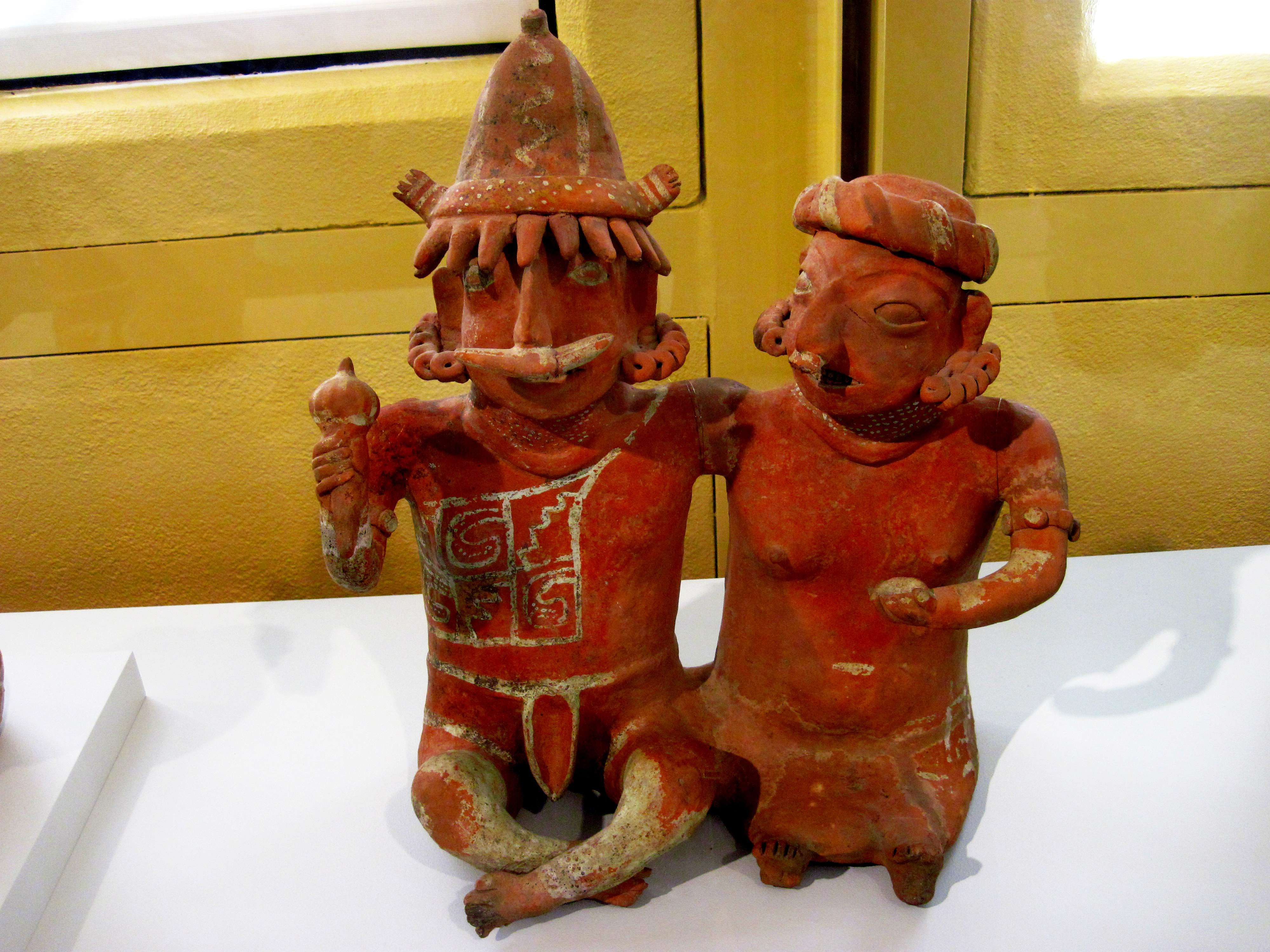
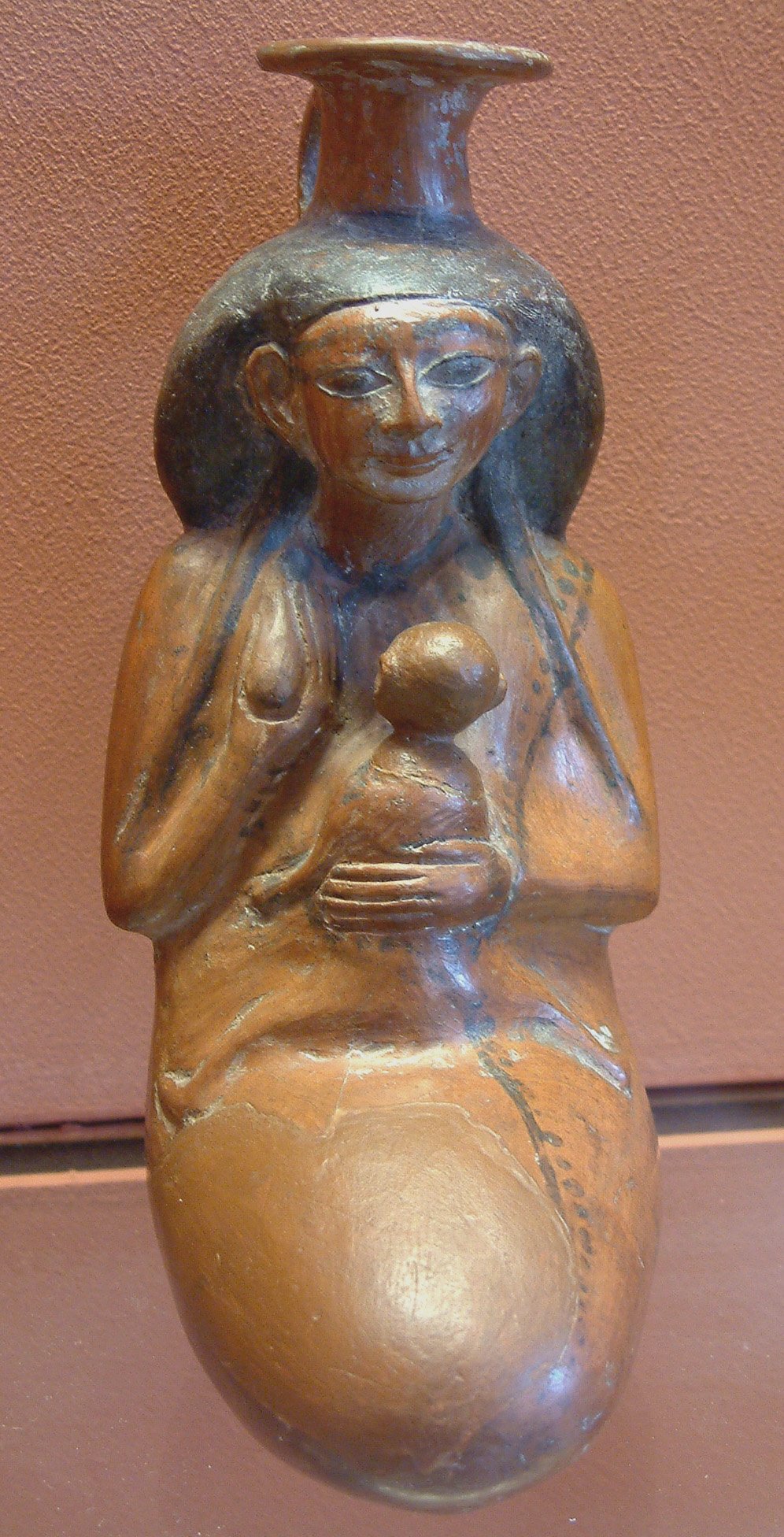
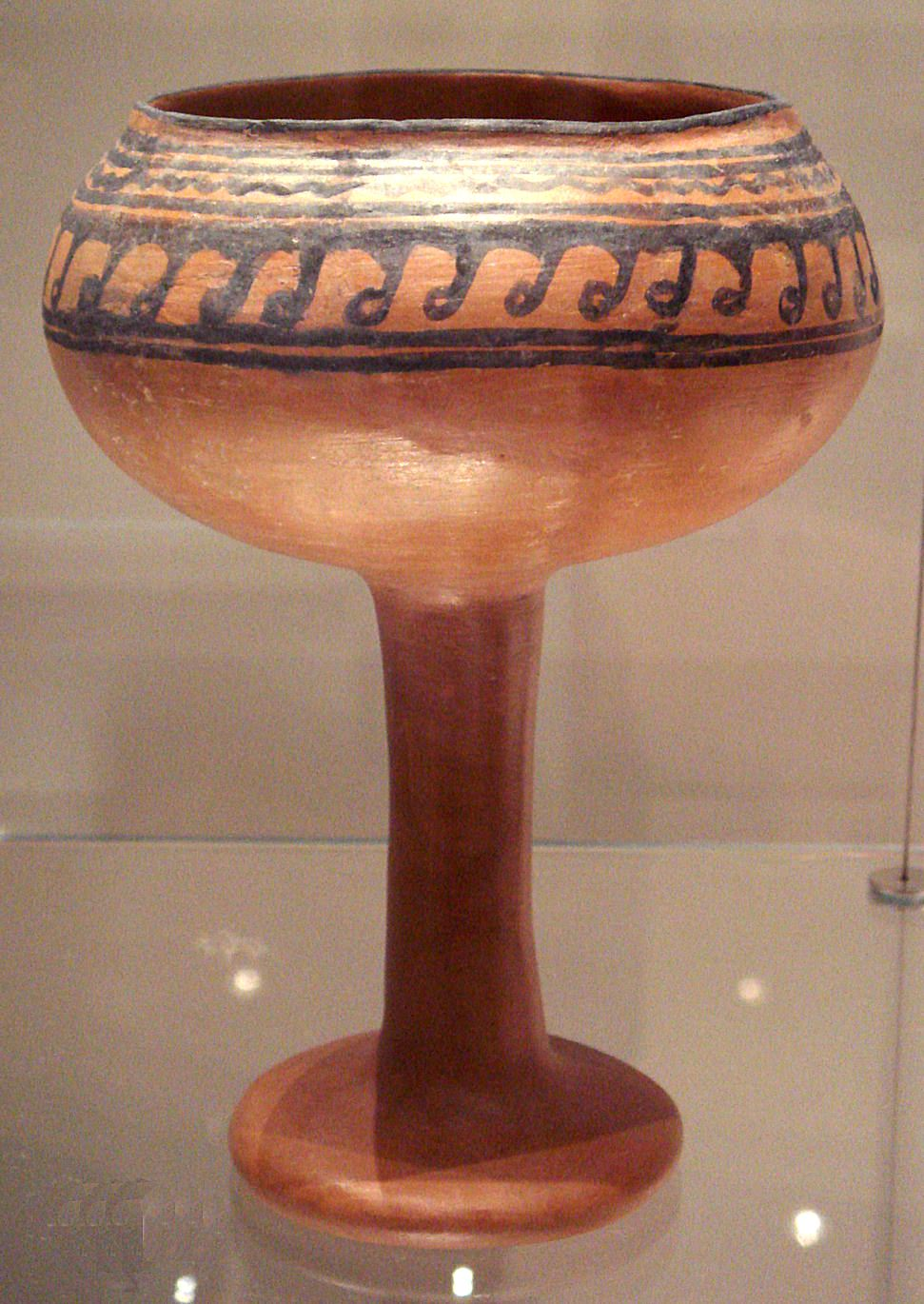
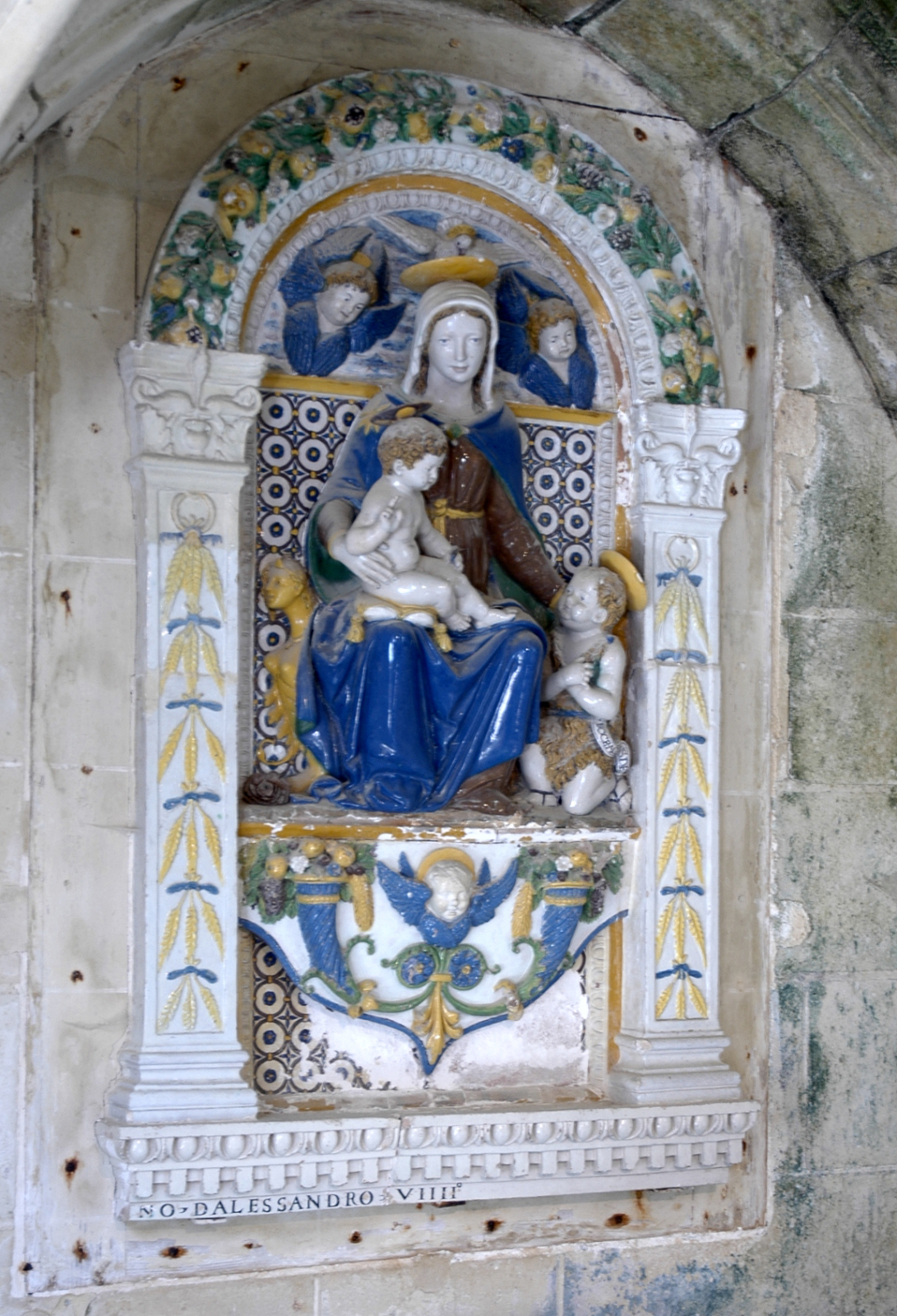
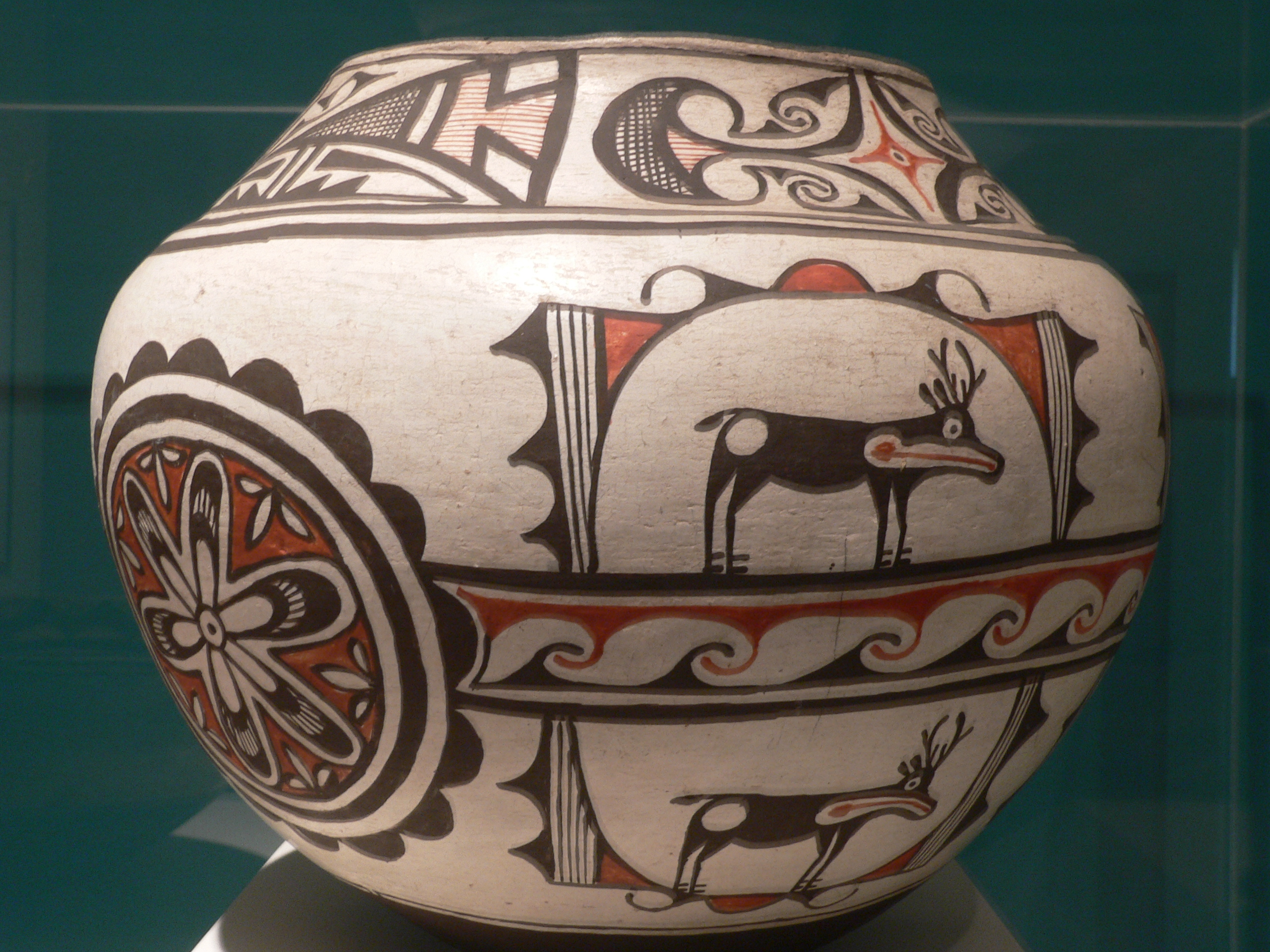
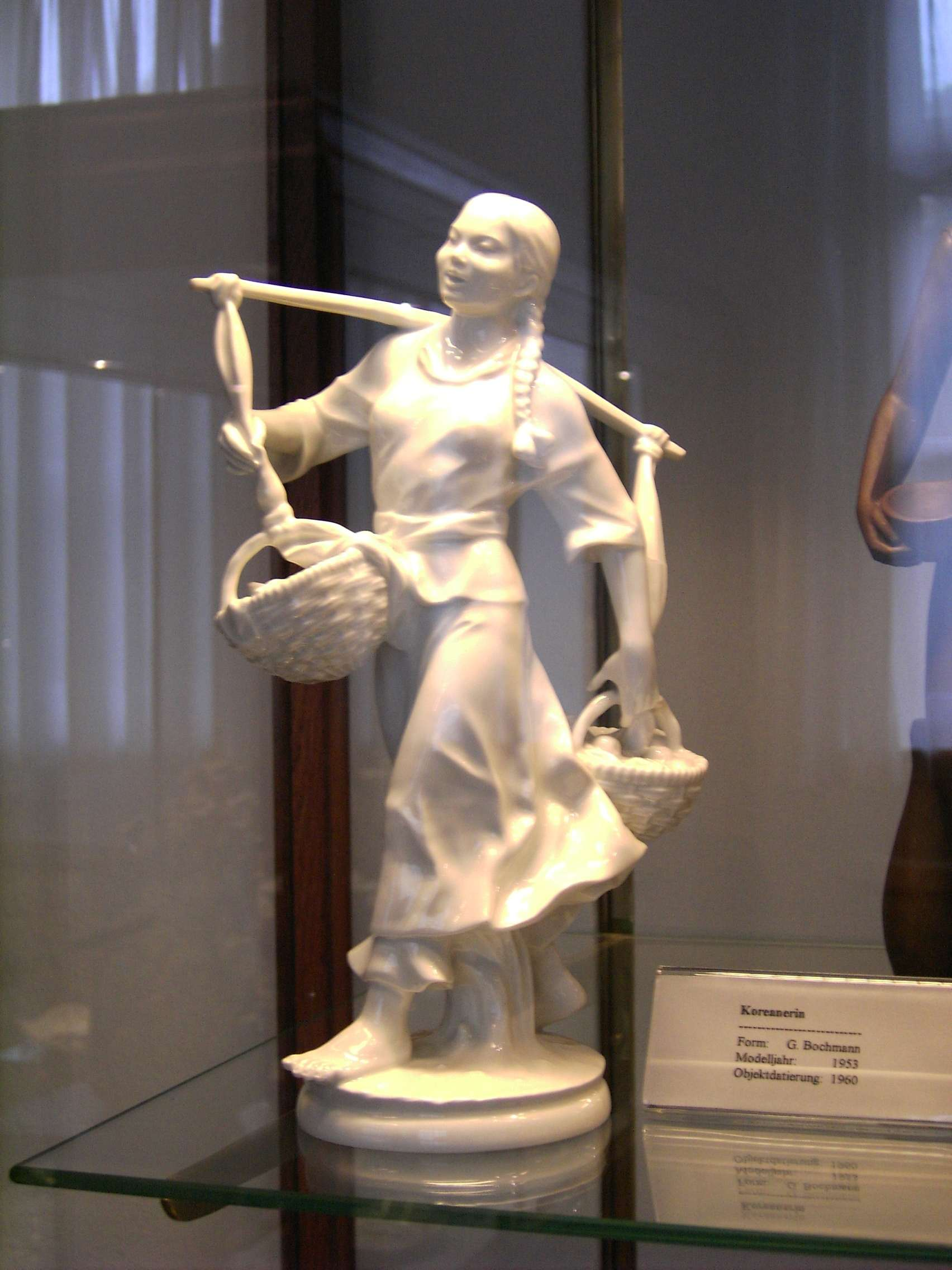
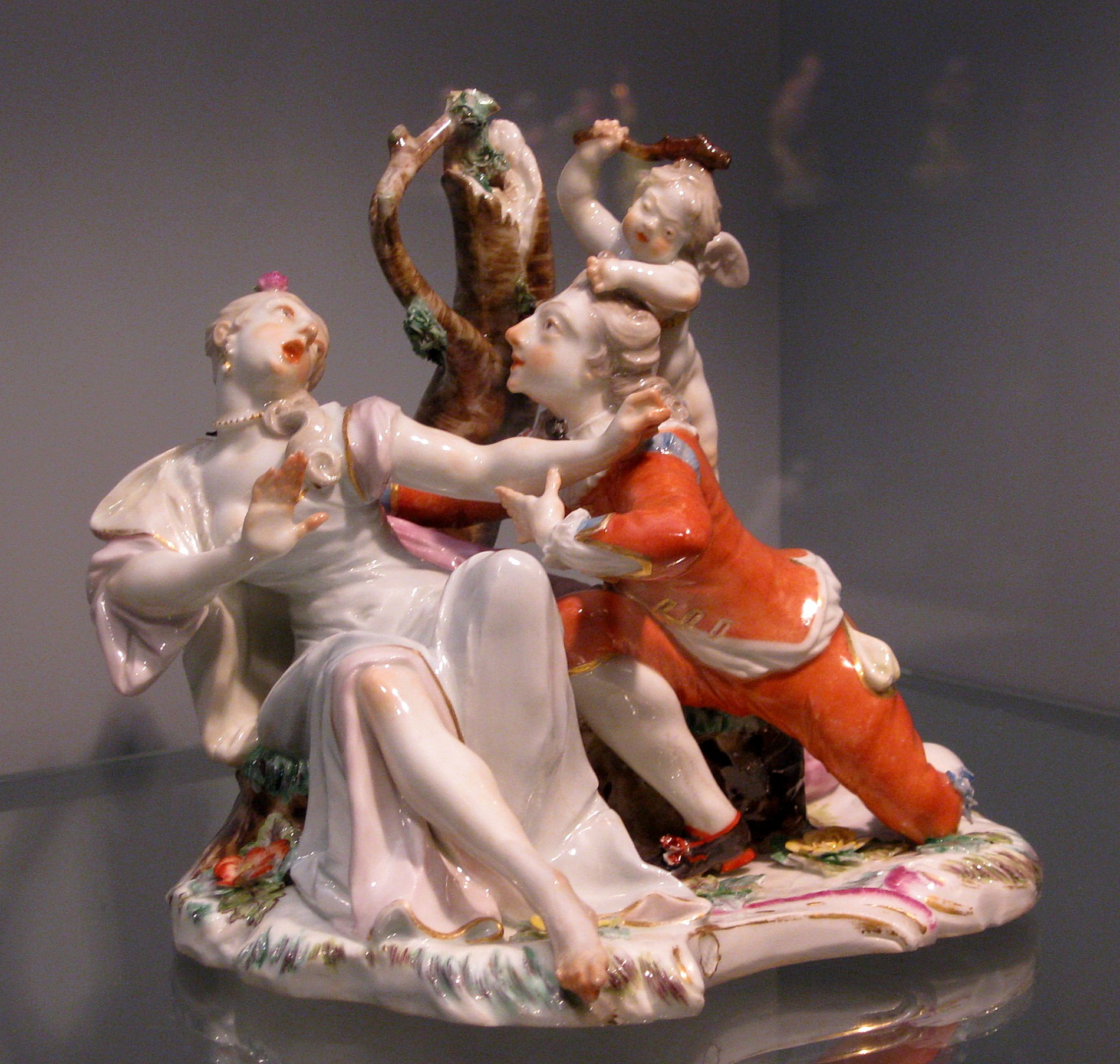
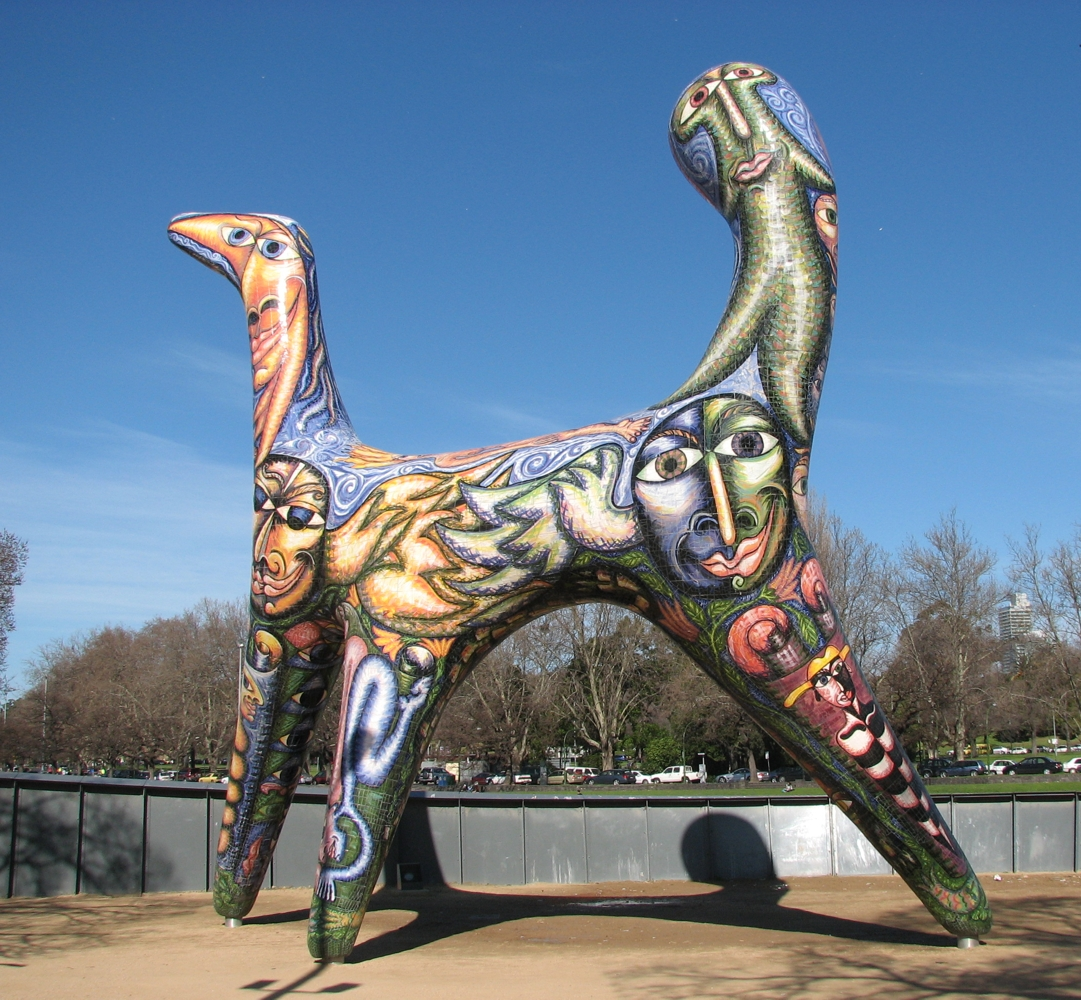
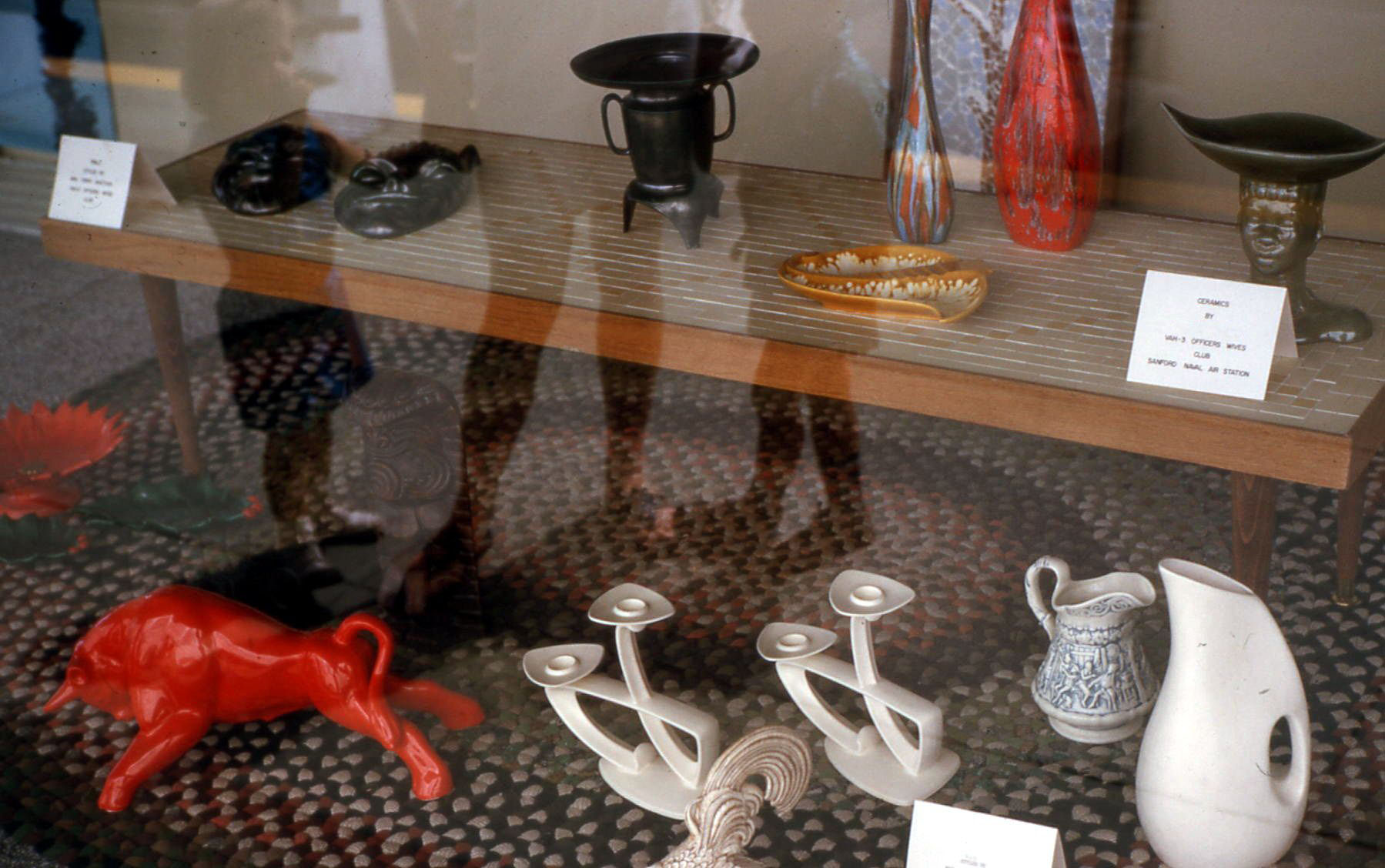

## مزيد من القراءة
- de Waal, Edmund. A Ceramic History: Pioneering Definitions 1900–1940 The Studio Pot. File retrieved February 10, 2007.

## وصلات خارجية
- Ceramic history for potters by Victor Bryant
- Potweb Online catalogue & more from the متحف أشموليان
- Minneapolis Institute of Arts: Ceramics - The Art of Asia
- Ceramics from the متحف فكتوريا وألبرت
- Index to the Metropolitan Museum Timeline of Art History - see "ceramics" for many features
- Art Pottery and Industry نسخة محفوظة 10 يوليو 2012 على موقع واي باك مشين.